# Darkover

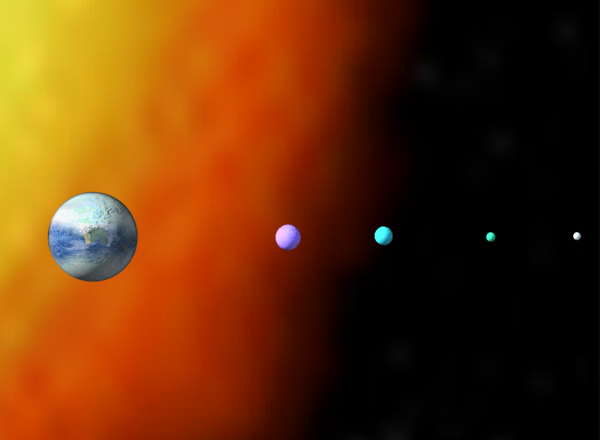
Representación artística de Darkover y sus lunas.

Darkover es una serie de novelas y relatos ambientados en el ficticio mundo de Darkover creado por la autora de ciencia ficción y fantasía Marion Zimmer Bradley. El autor de ciencia ficción Baird Searles, al comentar sobre la importancia de la serie Darkover dijo que los libros estaban «destinados a ser 'la base' [de la ciencia ficción] de la década de 1970».

## Publicadas en castellano
En la época de los Cien Reinos:
- Lady Halcón (1982)
- Dos para conquistar (1980)
- Los herederos de Hammerfell (1989)

En la primera época contra los terranos
- La espada encantada (1974)
- La torre prohibida (1977)
- El sol sangriento (1979)

Sobre las Amazonas Libres (Renunciantes):
- La cadena rota (1976)
- La casa de Thendara (1983)
- Ciudad de brujería (1984)

En la segunda época contra los terranos:
- La herencia de los Hastur (1975)
- El exilio de Sharra (1981) reescritura y sustituto oficial de Odio Cósmico (1962)

## Cronología de Darkover
Aunque la siguiente cronología incluye una lista de novelas situadas en eras específicas de la historia de Darkover, cada novela ha sido escrita para ser leída independientemente de las otras. La propia Bradley recomendó que los libros se lean en el orden de publicación en vez de leerlos en el orden cronológico, ya que su estilo de escritura evolucionó a lo largo de su carrera.

### El descubrimiento
- Aterrizaje en Darkover (1972)

### La Era del Caos
- Reina de las tormentas (1978)

### Los Cien Reinos
- Lady Halcón (1982)
- Dos que conquistar (1980)
- The Fall of Neskaya (2001 - con Deborah J. Ross) (primer libro de la Clingfire Trilogy)
- Zandru's Forge (2003 - con Deborah J. Ross) (libro segundo de la Clingfire Trilogy)
- A Flame in Hali (2004 - con Deborah J. Ross) (libro tercero de la Clingfire Trilogy)
- Herederos de Hammerfell (1989)

### Contra los terranos - Primera época
- Rediscovery (1993 - con Mercedes Lackey)
- La cadena rota (1976)
- La espada encantada (1974)
- La torre prohibida (1977)
- La casa de Thendara (1983)
- Ciudad de brujería (1984)
- Star of Danger (1965)
- Winds of Darkover (1970)
- El sol sangriento (1979)

### Contra los terranos - Segunda época
- La herencia de los Hastur (1975)
- El exilio de Sharra (1981) reescritura y sustituto oficial de Odio cósmico. Secuela directa de La herencia de los Hastur (1962)
- The Planet Savers (1962)
- Reluctant King (aún no publicada)
- The World Wreckers (1971)
- Exile's Song (1996 - con Adrienne Martine-Barnes)
- Shadow Matrix (1998 - con Adrienne Martine-Barnes)
- Traitor's Sun (1999 - con Adrienne Martine-Barnes)
- The Alton Gift (2007 - escrita por Deborah J. Ross)

Además de los libros arriba mencionados, algunas antologías basadas en el universo Darkover escritas por Los amigos de Darkover y editadas por Marion Zimmer Bradley han sido publicadas.
Darkover anthologies:
- The Keeper's Price (1980)
- Sword of Chaos (1982)
- Free Amazons of Darkover (1985)
- The Other Side of the Mirror (anthology) (1987)
- Red Sun of Darkover (1987)
- Four Moons of Darkover (1987)
- Domains of Darkover (1990)
- Renunciates of Darkover (1991)
- Leroni of Darkover (1991)
- Towers of Darkover (1993)
- Marion Zimmer Bradley's Darkover (1993), incluye To Keep the Oath
- Snows of Darkover (1994), incluye To Keep the Oath